# Дауренбаев, Амангелди Айдарович
Амангелди Айдарович Дауренбаев (каз. Амангелді Айдарұлы Дәуренбаев; 31 июля 1967, Жамбылский район, Алма-Атинская область, КазССР, СССР) — казахстанский политический деятель, депутат Мажилиса Парламента Республики Казахстан (с 2016).

## Биография
Родился 31 июля 1967 года в селе Енбекшиарал Джамбулского района Алма-Атинской области.
Окончил Алма-Атинский зооветеринарный институт и Казахский национальный аграрный университет.
С 1991 по 1997 год — зоотехник совхоза «Узун — Агачский» Жамбылского района Алматинской области
С 1999 по 2000 год — главный инспектор Жамбылского районного территориального управления Министерства сельского хозяйства Республики Казахстан
С 2000 по 2003 год — начальник производственного отдела Департамента сельского хозяйства Алматинской области
С 2003 по 2007 год — аким Карасуского сельского округа Жамбылского района Алматинской области
С 2007 по 2009 год — начальник отдела сельского хозяйства Карасайского района Алматинской области
С май по октябрь 2009 года — аким Райымбекского сельского округа
С ноябрь 2010 по апрель 2011 года — главный менеджер АО "НК "СПК «Жетысу»
С май по июль 2011 года — аким Кабылисаского сельского округа Коксуского района
С июль по сентябрь 2011 года — заместитель руководителя аппарата акима Алматинской области
С сентябрь 2011 по март 2016 год — аким Карасайского района Алматинской области
С 24 марта 2016 года — депутат Мажилиса Парламента Республики Казахстан VI созыва от партии «Нур Отан», Член Комитета по вопросам экологии и природопользованию Мажилиса Парламента РК.

## Награды
- 2013 — Орден Курмет[2]
- 2014 — Орден «За заслуги перед Православной Церковью Казахстана»[3]
- 2016 — Медаль «25 лет независимости Республики Казахстан»[4]
- 2020 — Медаль «25 лет Конституции Республики Казахстан»